# L'Horreur économique
L'Horreur économique est un essai de Viviane Forrester paru en 1996 aux éditions Fayard et ayant reçu la même année le Prix Médicis essai. Cet ouvrage - écrit après le suicide d'un de ses deux fils  - a connu un succès surprenant pour un genre réputé austère (350 000 exemplaires vendus en 2000, traduction en 24 langues). Sa dénonciation de ce qu'elle appelle le totalitarisme financier eut un succès inattendu, notamment en France, et fut un signe annonciateur de l'émergence de la réflexion altermondialiste.

## Origine du titre
Le titre évocateur provient d'un texte en prose d'Arthur Rimbaud dans les Illuminations, intitulé  « Soir historique ».
« En quelque soir, par exemple, que se trouve le touriste naïf, retiré de nos horreurs économiques... »

## Résumé
Sur un ton inhabituel, Viviane Forrester dénonce les discours habituels, qui masquent les signaux d'un monde réduit à n'être plus qu'économique (ou même pire : financier, virtuel).
Selon elle « nous vivons au sein d'un leurre magistral, d'un monde disparu que nous nous acharnons à ne pas reconnaître tel ». « Quand prendrons-nous conscience qu'il n'y a pas de crise, ni de crises, mais une mutation ? » « Le chômeur subit une logique planétaire qui suppose la suppression de ce qu'on nomme le travail… qui se réduit comme une peau de chagrin ». La priorité va au profit ; « c'est ensuite qu'on se débrouille avec les miettes de ces « fameuses créations de richesses » ». Escamoté le monde de l'entrepreneur au profit des « multinationales, du libéralisme absolu, de la globalisation, de la mondialisation, de la déréglementation, de la virtualité ».
En bref, pour V. Forrester, l'économie mondiale est totalement façonnée et évolue sous le rythme des grandes entreprises, des banques et des bourses de valeur qui n'ont pour soucis que de maximiser les bénéfices au détriment du travail. Les espoirs nourris par les hommes politiques ne sont que de simples paroles loin de la réalité quotidienne.

## Critiques et réception
Pour le quotidien économique Les Échos, « les économistes, implicitement pris à partie tout autant que les hommes politiques, sont longtemps restés, en apparence du moins, silencieux devant ce cri d'alarme, signe que beaucoup adhèrent à la cause qu'elle défend à défaut d'être convaincus par les arguments qu'elle avance. » tandis que Le Courrier de l'environnement de l'INRA constate que les critiques en provenance des économistes et des « puristes » portent surtout sur la personne de l'autrice, « femme de lettres » et « gauchiste », et que si la thèse dérange, c'est parce qu'elle avance l'idée d'une future disparition du travail alors que « fondement de la société et horizon de toute politique digne de ce nom » . Le même article souligne que le livre dénonce les sophismes ordinaires du discours à vocation économique, tels que les dégraissages qui permettraient de sauver l'emploi .
Dans son livre Plaidoyer pour la mondialisation capitaliste, Johan Norberg critique en 2001 l'idée exposée dans l'Horreur économique selon laquelle le libre-échange mondialisé détruirait la majeure partie des emplois. S'appuyant sur des chiffres et des statistiques, Norberg prétend que cette théorie selon laquelle la quantité de travail est toujours constante est contredite par les faits. En 2014 au contraire, sur le site libéral L'Opinion,  Irène Inchauspé considère que l'essai fait partie d'une série d'essais réussis, puisque « Dix ans plus tard, les dérives du capitalisme financiarisé à outrance qui ont mené à la crise de 2008 ont donné en partie raison à Viviane Forrester ».
L'ouvrage a été un succès de librairie, avec  350 000 exemplaires  vendus en France et près de un million dans le monde avec ses traductions en 24 langues.